# Castello Orsini (Nerola)
Il castello di Nerola o castello Orsini di Nerola è una costruzione di origine medievale nella città di Nerola, in provincia di Roma. Si trova in via Aldo Bigelli.

## Storia
La costruzione del castello iniziò nel 1070 intorno alla vecchia rocca dei Prefetti di Vico, per volere di Napoleone Orsini, e venne portata a termine dal figlio Gentil Virginio Orsini nel 1085. Nel 1085 l'imperatore Enrico IV di Franconia, imperatore del sacro romano impero, fu ospite della famiglia Orsini. Nella sua storia il castello subisce molti cambiamenti incluso il progetto rinascimentale di Francesco di Giorgio Martini.
Papa Urbano II nel 1092 arriva ad acquistare il castello, animato da un profondo risentimento verso gli Orsini. Nei secoli successivi il castello diventerà di proprietà della chiesa e dimora ufficiale di Papa Pasquale II, Papa Gelasio II, Papa Callisto II, Papa Onorio II e Papa Innocenzo II. 
Con l'inizio delle crociate, viene abbandonato come sede ufficiale del papa.
Terminato il periodo delle crociate, il castello torna agli Orsini, che riprendono il possesso del castello continuando così l'abbellimento e ampliamento del castello. Alla fine del Cinquecento è ospite per un mese Galileo Galilei e in quella circostanza i fratelli Taddeo e Federico Zuccari furono chiamati a decorare l'appartemento nobiliare, che nel 1591 ospitò papa Gregorio XIV in fuga dalla peste che infuriava a Roma.
Nel 1696 agli Orsini subentrarono gli Odescalchi antica famiglia di origine comasca, il cui prestigio si incrementò notevolmente quando uno dei suoi membri ascese al soglio pontificio con il nome di Innocenzo XI che fece tornare il castello residenza di un papa.
Nel 1689 alla morte di Innocenzo XI, il castello viene messo in vendita ed acquistato da Guglielmo III, re d'Inghilterra, che userà la struttura per allontanarsi dal suo paese, dopo la battaglia contro Giacomo II. Alla sua morte il castello è ereditato da Anna d'Inghilterra, e in quel periodo vedrà ospiti come Carlo Fontana e Alessandro Marchetti. Viene ceduta in seguito a John Lethbridge, che nel castello ideò la prima tuta da palombaro.
Nel 1730 il castello torna alla chiesa come residenza papale e passa in successione a Papa Clemente XII, Papa Benedetto XIV, Papa Clemente XIII, Papa Clemente XIV e Papa Pio VI, tra gli ospiti di quel periodo sono annoverati anche Napoleone Bonaparte per discutere del matrimonio prossimo del dittatore francese. Dopo un secolo di abbandono (nel 1819 la chiesa lasciò il castello che rimase chiuso per quasi un secolo), eccetto per una breve parentesi, quando nel 1867 fu testimone della Campagna dell'Agro Romano per la liberazione di Roma con l'occupazione da parte di un contingente di Volontari garibaldini guidati da Menotti Garibaldi in lotta con le truppe pontificie.
Successivamente fu il calciatore Giuseppe Meazza ad acquistarlo nel 1930 e a lui è dovuta buona ristrutturazione del castello e l'estensione del giardino, e quando l'Italia vinse il primo mondiale (1934) fu organizzata una festa al castello con tutta la nazionale vincitrice. 
Con l'avvento del fascismo e dopo il rifiuto di Meazza di aderire al regime, il castello fu ceduto, su decisione di Benito Mussolini alla società C.A.D.L che portò la creazione del teatro nelle mure, il teatro con telone coprente può ospitare 200 spettatori ed ha un perimetro di 13x13 m. con una altezza di 5 m, in seguito Mussolini regalò il castello al Marchese Ferrari-Frey e soltanto alla sua morte nel 1967 il castello tornò alla società C.A.D.L.; dal 1994 è divenuto un albergo.

## Struttura
L'aspetto esterno è romanico-medievale. Un muro di cinta esterno con merlatura si erge da un fossato. Il castello consta di quattro torri angolari di cui una circolare ed una quadrangolare entrambe con merlature e risulta molto più alto e maestoso delle mura esterne. Ha uno dei pochi  orologi a 6 ore ancora rimasti in Italia